# 神崎裕也
神崎 裕也（かんざき ゆうや）は、日本の漫画家。男性。熊本県出身。

## 略歴
- 2001年に第5回ヤングジャンプ月例MANGAグランプリにて「ツキノマホウ」が佳作と月間ベスト賞を受賞し、デビューする[2]。
- 数度の読切を経て、2005年に『亜熱帯ナイン』で『週刊ヤングジャンプ』に初連載を果たす[2]。
- 2009年より『週刊コミックバンチ』にて『ウロボロス -警察ヲ裁クハ我ニアリ-』を連載[2]。2011年に同誌休刊のため 『月刊コミック@バンチ』へ移籍する。
- 妻は漫画家で同じくふなつ一輝のアシスタントだった青鹿ユウ[3][2]。また青鹿のコミックエッセイ「今日から第二の患者さん」によると、大腸がんを患っていた時期がある[要ページ番号]。

## 作品リスト

### 連載
- 亜熱帯ナイン（『週刊ヤングジャンプ』2005年35号 - 2006年16号、全3巻）
- ウロボロス -警察ヲ裁クハ我ニアリ-（『週刊コミックバンチ』2009年12号 - 2010年39号、『月刊コミック@バンチ』1号 - 2017年2月号、全24巻）
- 不能犯（原作：宮月新、『グランドジャンプ』2013年10号 - 2020年23号、全12巻）
- チェンジザワールド -今日から殺人鬼-（『月刊コミックバンチ』2019年6月号 - 2020年10月号、全25話、全5巻）
- レッドリスト〜警視庁組対三課PO〜（『週刊漫画ゴラク』No.2527 - No.2932[4]、全12巻）
- ココハ家族ガキエル町（『グランドジャンプむちゃ』2025年5月号[5] - ）

### 読切
- 明日に向かって盗め!（『増刊ヤングジャンプ漫革』vol.37、2004年）
- 10球だけのストッパー（『週刊ヤングジャンプ』2004年19号）
- 東京龍 -トーキョー・ドラゴンズ-（『週刊ヤングジャンプ』2007年44号）

### 原作
- 小説 不能犯 女子高生と電話ボックスの殺し屋（ノベライズ担当：ひずき優、2018年）

## 師匠
- ふなつ一輝[6]
- 栗原正尚[7]